# نام میانی
میان‌نام (به انگلیسی: Middle name) نامی است که پیش از نام خانوادگی و پس از نام کوچک دارندگان آن می‌آید. در بریتانیا و ایالات متحده آمریکا داشتن یک یا چند میان نام مرسوم است ولی به ندرت در محاوره استفاده می‌شود. برخی والدین نام کوچک یکی از افراد خانواده را به عنوان میان‌نام به فرزندانشان می‌دهند (برای مثال نام پدربزرگ یا مادربزرگ). در آمریکا، افراد حرف نخست میان‌نام خود را با اسم کوچکشان ادغام می‌کنند. مثلاً Armando Christian Perez را در نامه‌ها و اوراق رسمی Armando C. Perez می‌نویسند.